# Ockelbo
För andra betydelser, se Ockelbo (olika betydelser).
Ockelbo är en tätort, centralort i Ockelbo socken i Ockelbo kommun, Gävleborgs län. Ockelbo ligger utmed länsväg 272, cirka 30 km norr om Sandviken och 60 km söder om Bollnäs.

## Etymologi
I namnet, skrivet De oklabo 1314, ingår ett gammalt sjönamn *Ukle avseende nuvarande Bysjön. Sjönamnet är bildat till *ukla -svälla, öka,  med vilket snabba växlingar i vattenståndet kan ha åsyftats. Efterleden bo har betydelsen bygd, trakt.

## Historia

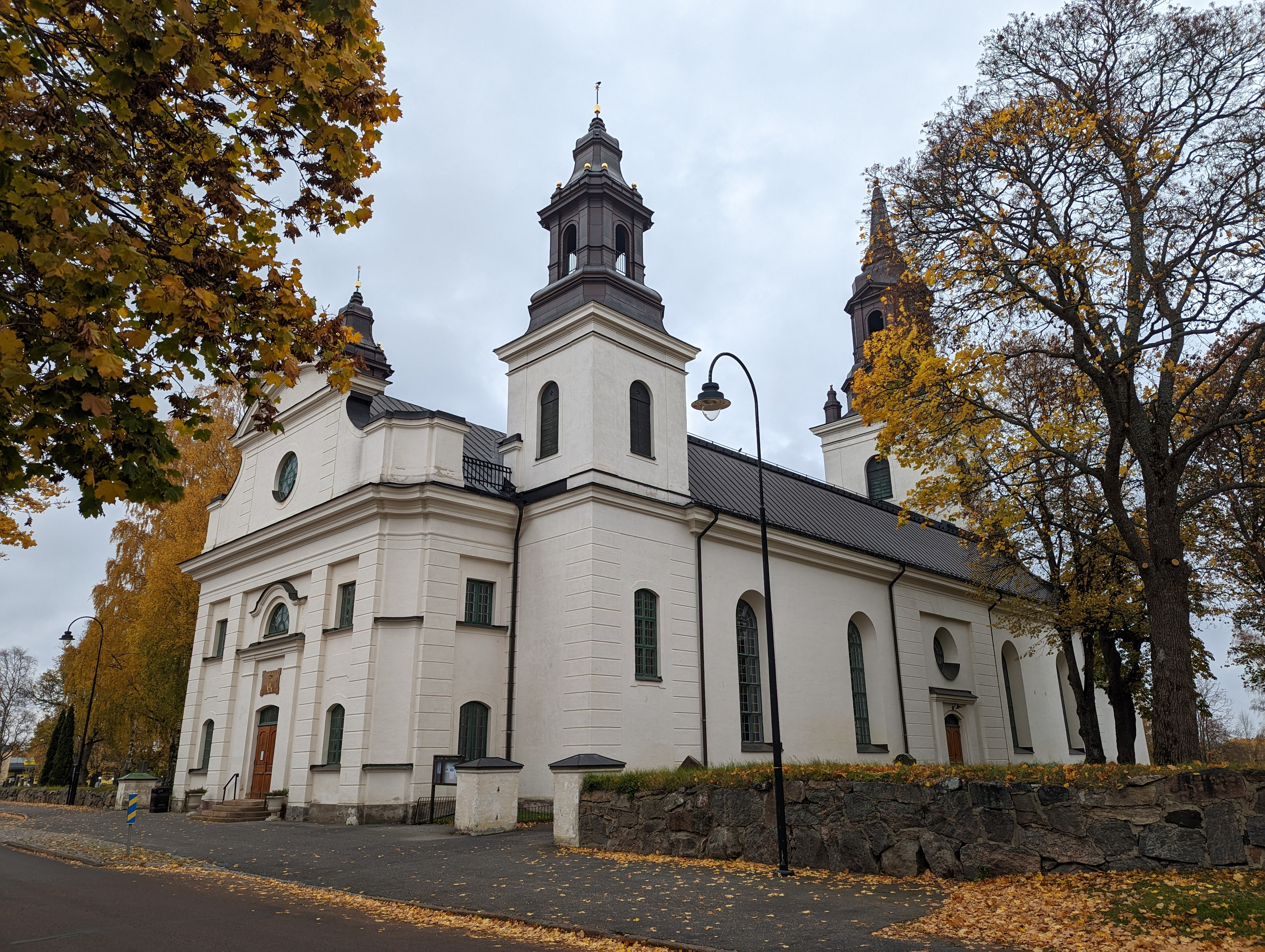
Ockelbo kyrka, 2022.

På 1200-talet byggdes en romansk kyrka i Ockelbo. En ny kyrka uppfördes 1791–93 efter ritningar av landshövdingen greve F.A.U. Cronstedt. Denna kyrka totalförstördes vid en brand 1904. Redan 1906–08 uppfördes nuvarande kyrka, efter ritningar av arkitekt Gustaf Améen. Kyrkan är präglad av nybarock. Interiören omdanades radikalt vid en renovering 1956–57. På korväggen utförde Gun Setterdahl en altarmosaik, som genom sina starka färger präglar hela rummet. I kyrkans västparti inrättades ett kapell, uppkallat efter kyrkans skyddshelgon, Sankt Martin av Tours.
När den medeltida kyrkan revs 1795 påträffades en runsten inmurad i grunden (Gs 19). I samband med kyrkbranden 1904 förstördes stenen. En kopia utfördes 1932 efter avbildningar från 1880-talet. Bildframställningen är ur sagan om Sigurd Fafnesbane och stenen har varit en av landets bildrikaste runstenar.
Wij stångjärnsbruk och säteri anlades på 1600-talet och ägdes under en tid av Sven Bröms och därefter av hans dotter Catharina Bröms. Det var en del av de så kallade Ockelboverken till vilket också hörde stångjärnsbruken Åbron, Brattfors och Jädraås. År 1793 ägdes egendomen av överhovjägmästaren Mårten Bunge. Anläggningen är mycket välbevarad.
Ockelbo järnvägsstation vid smalspåriga Dala–Ockelbo–Norrsundets Järnväg anlades intill Ockelbo station på Norra stambanan som är grunden för dagens ort. 
I orten har snöskotrar av märket Ockelbo tillverkats. Även båtar av märket Ockelbo har tillverkats. Båtfabriken låg i närbelägna Mo. Grundare av märket Ockelbo var Erik Lundgren, Ockelbo-Lundgren.

### Befolkningsutveckling
| Befolkningsutvecklingen i Ockelbo 1920–2020                                            | Befolkningsutvecklingen i Ockelbo 1920–2020 | Befolkningsutvecklingen i Ockelbo 1920–2020 | Befolkningsutvecklingen i Ockelbo 1920–2020 | Befolkningsutvecklingen i Ockelbo 1920–2020 |
| -------------------------------------------------------------------------------------- | ------------------------------------------- | ------------------------------------------- | ------------------------------------------- | ------------------------------------------- |
|                                                                                        |                                             |                                             |                                             |                                             |
| År                                                                                     |                                             |                                             | Folkmängd                                   | Areal (ha)                                  |
| 1920                                                                                   | 1920                                        |                                             | 2 500                                       | ##                                          |
| 1930                                                                                   | 1930                                        |                                             | 1 153                                       | ##                                          |
| 1935                                                                                   | 1935                                        |                                             | 1 210                                       | ##                                          |
| 1940                                                                                   | 1940                                        |                                             | 986                                         | ##                                          |
| 1945                                                                                   | 1945                                        |                                             | 1 275                                       | ##                                          |
| 1950                                                                                   | 1950                                        |                                             | 1 669                                       | ##                                          |
| 1960                                                                                   | 1960                                        |                                             | 2 498                                       | 379                                         |
| 1965                                                                                   | 1965                                        |                                             | 2 647                                       | 381                                         |
| 1970                                                                                   | 1970                                        |                                             | 2 669                                       | 383                                         |
| 1975                                                                                   | 1975                                        |                                             | 2 810                                       | 390                                         |
| 1980                                                                                   | 1980                                        |                                             | 3 059                                       | 410                                         |
| 1990                                                                                   | 1990                                        |                                             | 2 892                                       | 412                                         |
| 1995                                                                                   | 1995                                        |                                             | 2 954                                       | 413                                         |
| 2000                                                                                   | 2000                                        |                                             | 2 739                                       | 415                                         |
| 2005                                                                                   | 2005                                        |                                             | 2 709                                       | 416                                         |
| 2010                                                                                   | 2010                                        |                                             | 2 724                                       | 417                                         |
| 2015                                                                                   | 2015                                        |                                             | 2 875                                       | 441                                         |
| 2020                                                                                   | 2020                                        |                                             | 2 984                                       | 434                                         |
| Anm.: 1920 som Ockelbo med Säbyggeby ## Som tätort/befolkningsagglomeration 1920–1950. |                                             |                                             |                                             |                                             |

Befolkningssiffran för år 1920 delade Statistiska centralbyrån upp på följande sätt: I järnvägsområdet, prästgården, Wij bruk och Rabo 1 000 invånare, i Säbyggeby 850 invånare samt i den närliggande bebyggelsen Murgården, Gäverängen, Östby och Rabolöt 650 invånare.

## Näringsliv
Ockelbo har en lång tradition av industri, t.ex. Atlings Maskinfabrik AB som grundades av Gunnar Atling 1947 och som än idag har en väl fungerande verksamhet på orten. Ysteriet Ockelbo Ost grundades 2000.
Ockelbo har även Wij trädgårdar, anlagd vid det gamla säteriet. Trädgården har skapats och blivit möjlig tack vare trädgårdsmästaren Lars Krantz.

### Handel
Ockelbo har en Ica-butik, Ica Ugglebo.
Tidigare fanns även en Konsumbutik, men den lade ner hösten 2012. Lokala försök gjordes att etablera en ny butik i Konsums gamla lokal, men var inte framgångsrika. Konsum hade sitt ursprung i Kooperativa handelsföreningen Seger i Ockelbo som grundades den 20 februari 1913. År 1960 uppgick konsumtionsföreningen i Konsum Alfa i Gävle.

### Bankväsende
Ockelbo sparbank grundades 1920. Den uppgick 1966 i Gävleborgs sparbank som senare blev en del av Swedbank.
Helsinglands enskilda bank öppnade ett kontor i Ockelbo år 1899. Helsingebanken uppgick 1917 i Mälareprovinsernas enskilda bank. Även Upplands enskilda bank etablerade sig i Ockelbo. Upplandsbanken lämnade Ockelbo senare under 1900-talet.
Swedbank lade ner kontoret i Ockelbo hösten 2016. Därefter fanns bara Handelsbanken kvar på orten. År 2021 kom beskedet att även Handelsbankens kontor stänger.

## Evenemang
I Ockelbo hålls Ockelbo Marknad två gånger per år sedan 1981.  

## Idrott
Ockelbo Basket har ett herrlag som spelar i Superettan, näst högsta serien i Sverige. 
Ockelbo Hockey Club är en ishockeyförening som spelar i division 3 Gävleborg, Ugglebo Arena heter ishallen i Ockelbo. 
Ockelbo IF är fotbollsklubb som spelar i division 5 Gestrikland herr och håller till på Ockelbo IP som är en konstgräsplan. 

## Kända personer från Ockelbo
- Victor Berge, (född i Bollnäs men uppvuxen i Ockelbo, begravd på Ockelbo kyrkogård.)
- Catharina Bröms
- HKH Prins Daniel, (född i Örebro men uppvuxen i Ockelbo) Svensk prins och sedan 2010 gift med kronprinsessan Victoria.)
- Curt Franksson, (professor i kirurgi)
- Jonas Franksson
- Erik Hamrén
- Elisabeth Högberg
- Jon Jonsson i Mo
- Lars Krantz, (trädgårdsmästare)
- Andres Küng
- Lars Langs, (musikgrupp)
- Ockelbo-Lundgren
- Bernt Nyberg
- Susanne Olsson, (religionshistoriker vid Stockholms universitet)
- Ingrid Palm, (psalmförfattare)
- Svante Stockselius
- Erik Åkerlund, (förläggare, entreprenör)
- Jonas Åkerlund, (politiker)